# جان بيكر (لاعبة بولينغ)
جان بيكر (بالإنجليزية: Jean Baker) هي لاعبة بولينغ بريطانية، ولدت في 31 مارس 1958 في Huthwaite ‏ في المملكة المتحدة.